# Ferdinand Louis Kerran
Ferdinand Louis Kerran, auch kurz F.L. Kerran, gebürtig Ferdinand Kehrhan (* 18. August 1883 in Chester; † 1949) war ein britischer politischer Aktivist (Labour Party).

## Leben und Tätigkeit
Kerran war der Sohn eines deutschstämmigen Vaters und einer englischen Mutter. 1906 schloss er sich der Independent Labour Party (ILP) an. Zwei Jahre später, 1908, wurde er auch Mitglied der Social Democratic Federation, die sich schließlich zur British Socialist Party (BSP) entwickelte, in der Kerran zum linken Flügel gehörte.
1913 übernahm Kerran den Posten des Sekretärs seiner Partei für Handelsfragen (National Trading Secretary). Seinen Lebensunterhalt verdiente er in diesen Jahren als Betreiber eines Photographiegeschäftes.
Während des Ersten Weltkrieges wurde Kerran auf Grund seiner Abstammung von den Behörden interniert. Im November 1916 gelang es ihm, aus der Internierungshaft zu entkommen und verkleidet als Matrose auf dem Dampfer SS Adriatic nach New York City auszureisen. Nach seiner Wiederergreifung wurde er zu einer dreimonatigen Gefängnisstrafe verurteilt. Diese Strafe wurde schließlich aufgehoben und er in das Internierungslager zurückgeschickt. 1918 bot er sich an, als britischer Agent nach Deutschland zu reisen, um dort zun helfen, eine revolutionäre Stimmung in der Bevölkerung zu entfachen, was ihm jedoch verwehrt wurde.
1920 trat Kerran mit dem Großteil der BSP-Anhänger in die neugegründete Communist Party of Great Britain (CPGB) ein, in deren erstes Exekutivkomitee er aufgenommen wurde. 1922 nahm er am dritten Weltkongress der Kommunistischen Internationale als Delegierter teil.
1923 verließ Kerran die Communist Party, nachdem die Labour Party den Beschluss gefasst hatte, doppelte Parteimitgliedschaften fortan nicht mehr zu erlauben.
Anlässlich der britischen Parlamentswahl des Jahres 1924 kandidierte Kerran erfolglos als Bewerber der Labour Party im Wahlkreis Kingston upon Hull North West für einen Abgeordnetensitz im House of Commons. Weitere Kandidaturen für das Parlament bei den Wahlen der Jahre 1929 und 1931 (im Wahlkreis Stoke Newington) sowie 1935 (im Wahlkreis Luton) scheiterten ebenfalls.
Stattdessen verstärkte Kerran ab 1935 sein aktivistisches Engagement: So beriet er den albanischen König Zog in Fragen betreffend den Faschismus. 1939 reiste er nach Deutschland, wo er dortigen Juden dabei half, aus dem Land auszureisen.
Aufgrund seiner antinazistischen Aktivitäten sowie seiner Stellung als ehemaliger kommunistischer Funktionär setzte das Reichssicherheitshauptamt in Berlin Kerran im Frühjahr 1940 auf die Sonderfahndungsliste G.B., ein Verzeichnis von Personen, die im Falle einer erfolgreichen deutschen Invasion Großbritanniens durch die Sonderkommandos der SS-Einsatzgruppen mit besonderer Priorität ausfindig gemacht und verhaftet werden sollten.